# وایب‌اشتات
شهر وایب‌اشتات (به آلمانی: Waibstadt) در ایالت بادن-وورتمبرگ در کشور آلمان واقع شده‌است.